# DN15D
DN15D este un drum național din România, care leagă Piatra Neamț de Vaslui.